# Hemidactylus ophiolepis
Hemidactylus ophiolepis là một loài thằn lằn trong họ Gekkonidae. Loài này được Boulenger mô tả khoa học đầu tiên năm 1903.